# Дещептаря (Солун)
Вижте пояснителната страница за други значения на Дещептаря.
„Дещептаря (на румънски: Deşteptarea, в превод Пробуждане) е седмичен вестник, издаван в Солун, Османската империя, от 1908 до 1909 година.
Това е първият вестник изцяло на арумънски. Директор и собственик на списанието е Николае Бацария, който в този период е депутат в Цариград. Вестникът се занимава основно с политическа тематика и с проблемите на арумъните на Балканския полуостров. Повечето статии са подписани от Бацария. През 1909 година изданието получава от румънската държава субсидия от 6000 леи – огромна за времето си сума, като се вземе предвид, че един екземпляр струва 20 бани (0,20 леи). От списанието излизат общо 50 броя.
По повод Конгреса на асоциацията на учителския и църковен корпус в Турция през 1909 година на 23 август 1909 г. е публикувана притурка, в която е отпечатан следният апел:
| „ | За осветляването и събуждането на нашето национално съзнание посредством основаването на училища и църкви, бяха направени забележителни морални и материални жертви. Безапелационна е необходимостта да се въведе обучението на аромънски диалект в началните училища. | “ |

В края на 1909 година вестникът приключва дейността си поради липса на финансови средства.